# Ordódy család

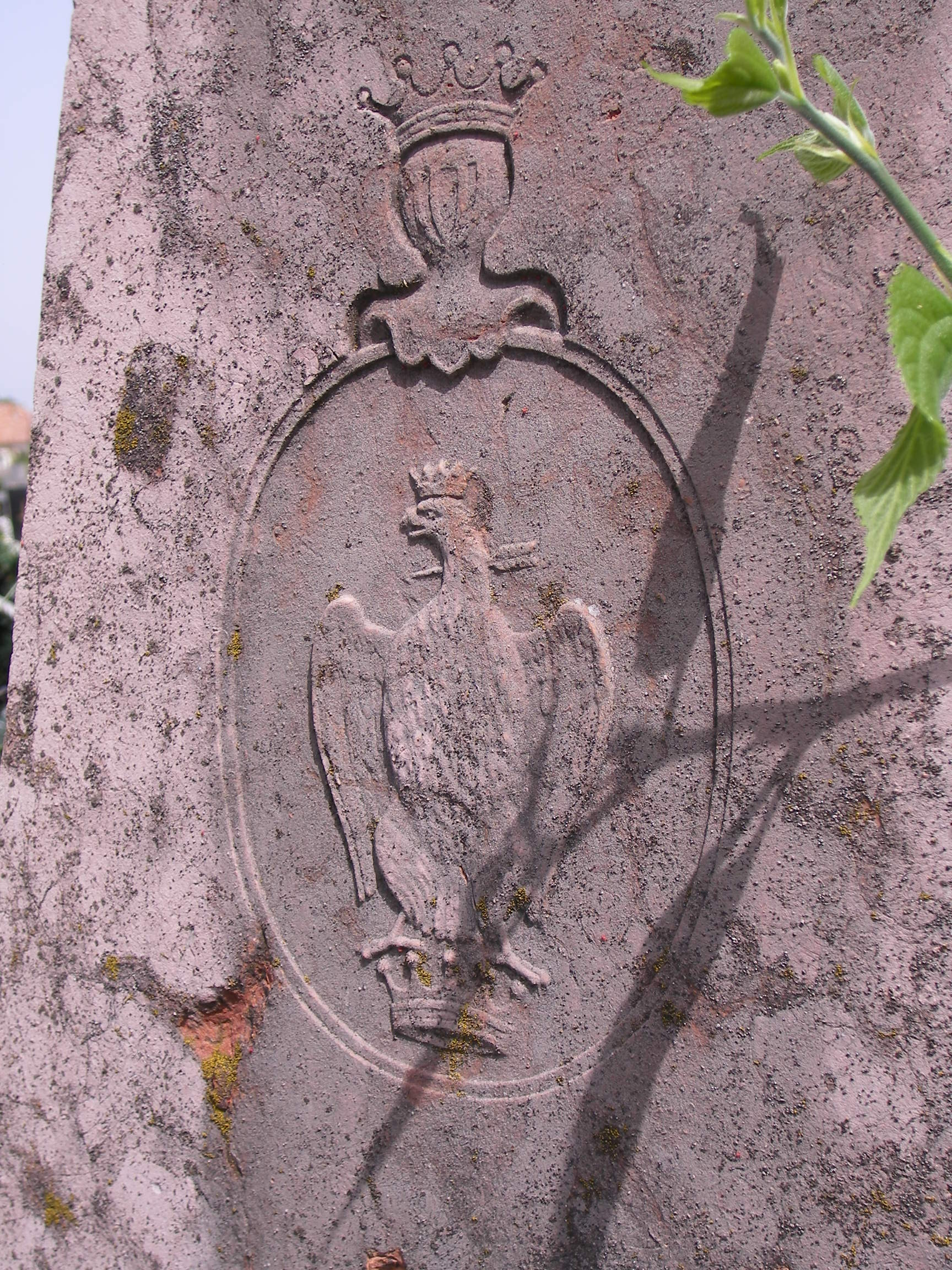
Ordódy-címer egy bagotai sírkövön

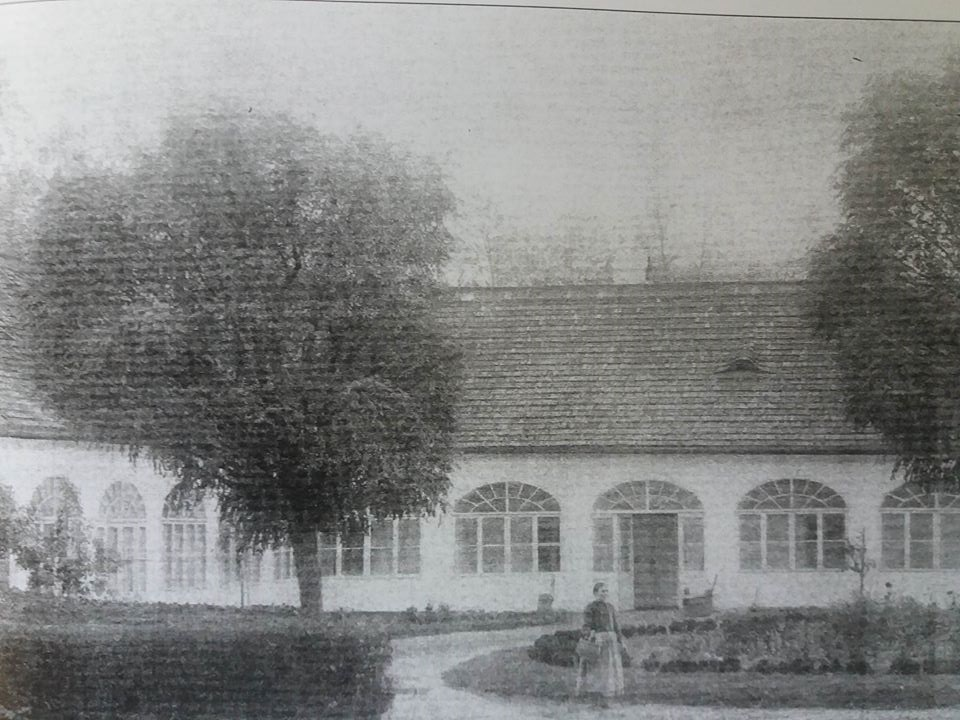
A néhai Ordódy-kastély

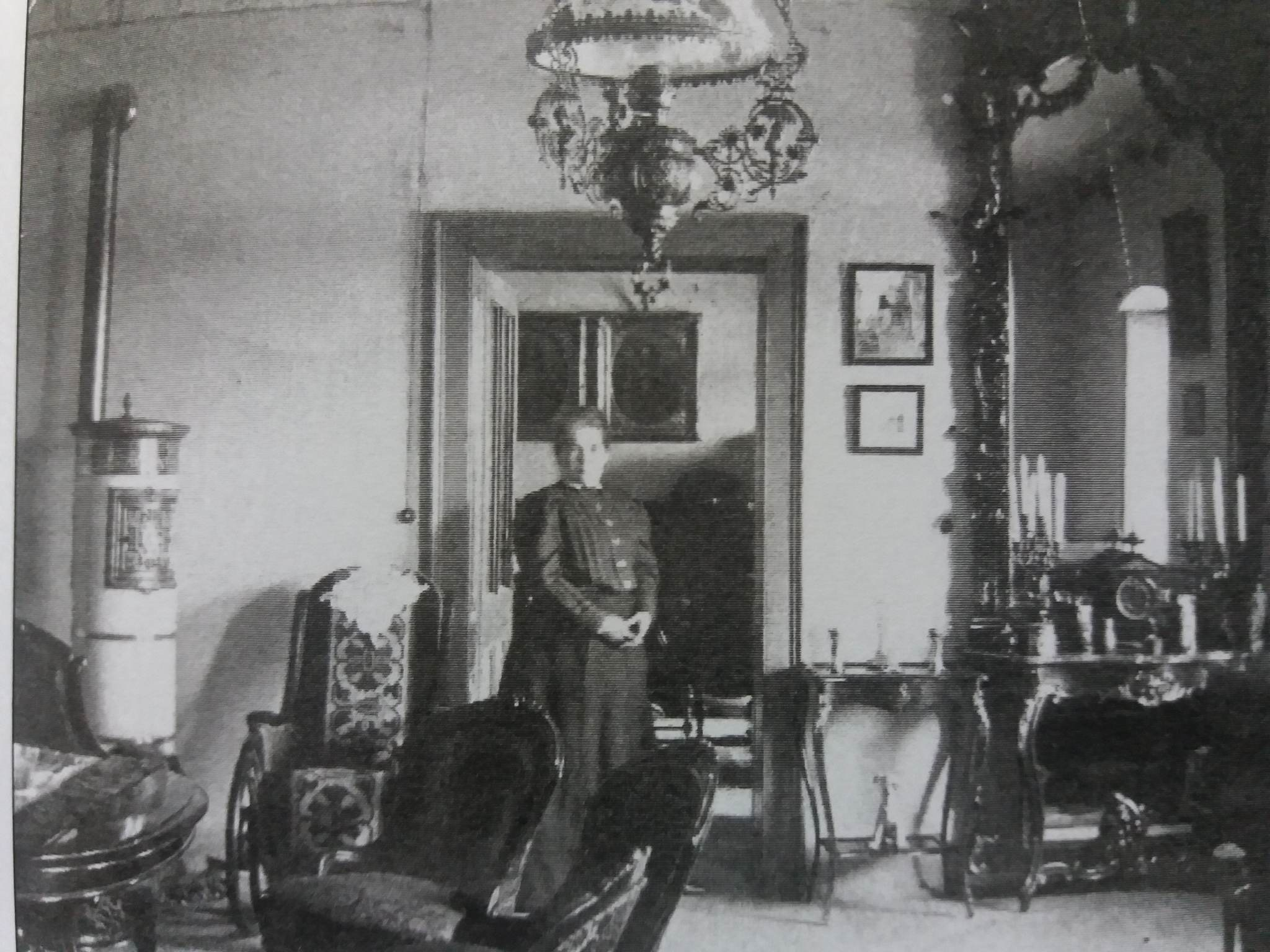

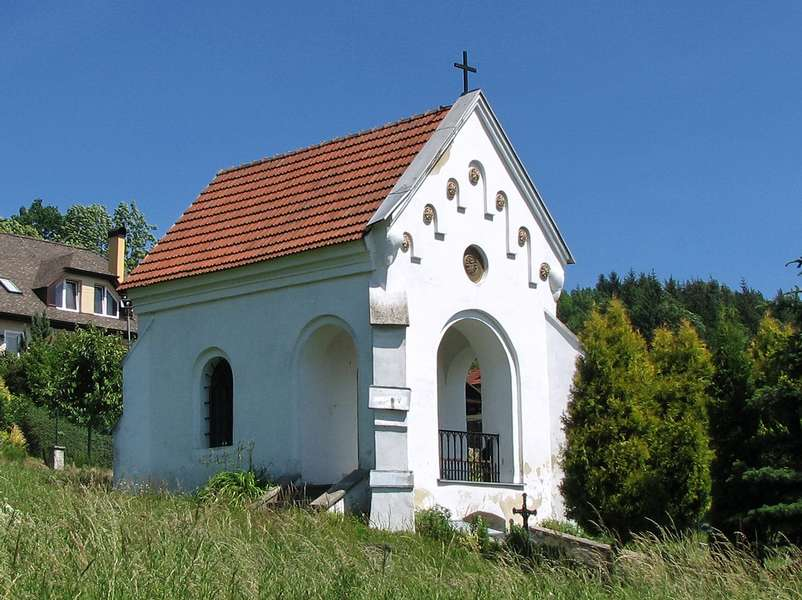
Markófalva (Marček, SR), Ordódy-kripta és kápolna

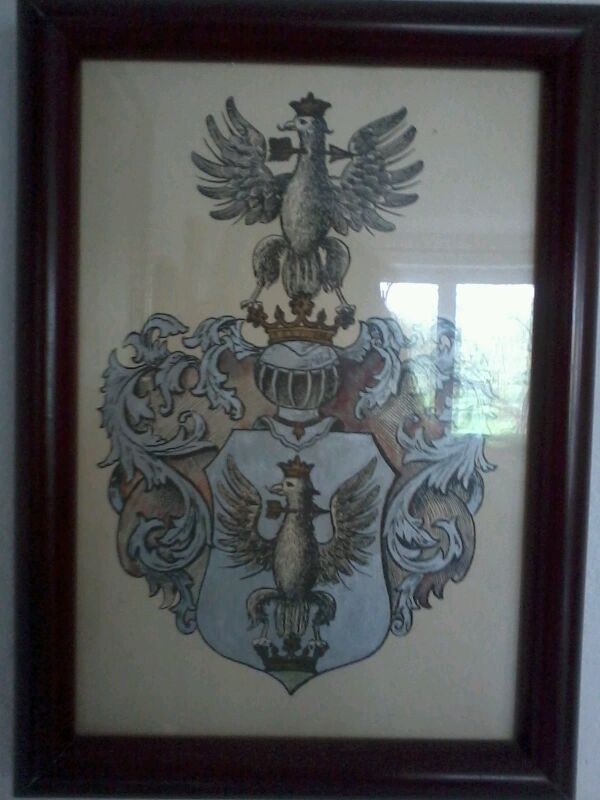
Családcímer

Az ordódi, rozsony-miticzi és alsó-lieszkói Ordódy család régi szétterjedt Trencsén vármegyei család, amely a Babót melletti Ordódról vehette nevét.

## Történetük
A család nyomai a 15. századig követhetőek. 1477-ben a Czobor családnak Bodrog vármegyei jánusi helységbe való beiktató parancsában a beiktató személyek között Ordódy Kelement és Istvánt említik. Mátyás királynak 1482-ben a bácsi káptalanhoz intézett parancsában többen is említetnek. Ordódy Gergely 1504-ben mint Bodrog vármegye alispánja fordul elő. Sajnos korábbi adatok a török dúlásnak "köszönhetően" nem maradtak fenn a család származását illetően. Ennek okán a család csak a mohácsi vész után Bodrog vármegyéből menekült György és János testvérektől volt képes kellő bizonyitékokkal alátámasztani a leszármazásukat.
Ordódy György 1527-ben gergelyi Ewstheleky Jánossal I. Ferdinánd királytól adományt nyert Dolyánra (Nógrád) és Cserire (Hont). 1534-ben további birtokokat szerez nádori és királyi adományok által: Bagotán (ezt már 1502 körül is megpróbálták megszerezni, Komárom), Sallán és Fakóvezekényen (Bars), Dezséren (Trencsén), Jókúton és Décskelecsényen (Nyitra), illetve Prirejtén (Trencsén).
Györgynek három fia maradt: Kristóf, János és Gáspár. Kristóf Trencsén vármegyében telepedett le Viszolaj helységben. 1576-ban Trencsén vármegye alispánja volt. Feleségül vette Syrmiensis Sebestyénnek, lányát Annát, ami által Szulyó, Markófalva, Hradna és Lúki helységekben gyarapította birtokait. Syrmiensis Sebestyén fiú utód nélkül maradván, három leányát fiúsította, később Theodosius nevű posthumus fia születvén, akitől a Szulovszky család származik, gyermekei között e végett hosszas pereskedés folyt. Az Ordódyak ezen részjószágokra 1640-ben III. Ferdinánd királytól új adományt nyertek, de a per csak 1668-ban megegyezéssel fejeződött be, amelyben az Ordódy család a szerzett jószágrészekben megerősíttetett.
Kristóf öccsével Gáspárral együtt nádori adománnyal 1537-ben és 1554-ben Nagymálason (Bars) szerzett jószágot, amelyre 1601-ben fiai Gáspár és János új királyi adományt nyertek.
Később a család igen szétágazott főként a Felvidéken és a Dunántúlon. A 18. században már Bars, Komárom, Nyitra, Trencsén és Zemplén vármegyében is éltek.
A bagotai ág nemességét 1783-ban erősítette meg címereslevél által.
A családból Ordódy József neve, nemessége és előnevei 1902-ben Schmitt Alfréd Mórra és Schmitt Ernő Józsefre ruháztattak át nevük elhagyása mellett.
Címerükben ezüst pajzsban zöld lomb felett arany koronán kiterjesztett szárnyakkal álló, egyfejű, arany koronás fekete sas, nyaka nyílvesszővel átlőve. A pajzs feletti sisak koronáján hasonló egyfejű, koronás fekete sas. Foszladék mindkét oldalról ezüst-vörös (máshol kék-ezüst).

## Kastélyaik és kúriáik

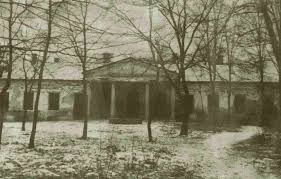
Nagymálas, Ordódy-kúria
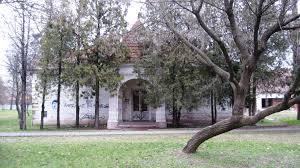
Bagota, Ordódy-kúria
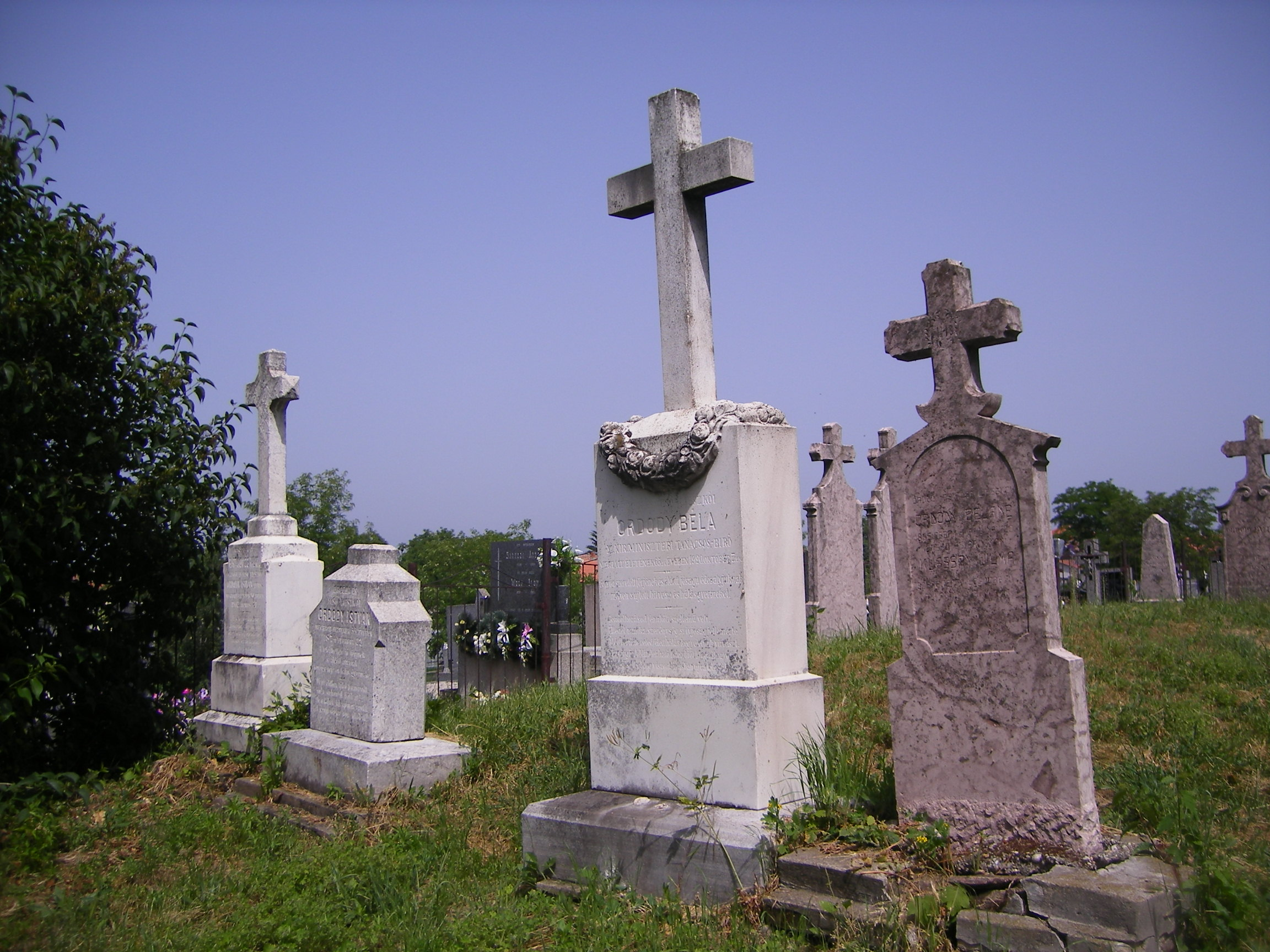
Bagota, Ordódy-sírkovek

- Bagota
- Fakóvezekény
- Kerencs
- Málas
- Nagyabony
- Nagykereskény
- Markófalva, Ordódy-kápolna és kripta

## Neves családtagok

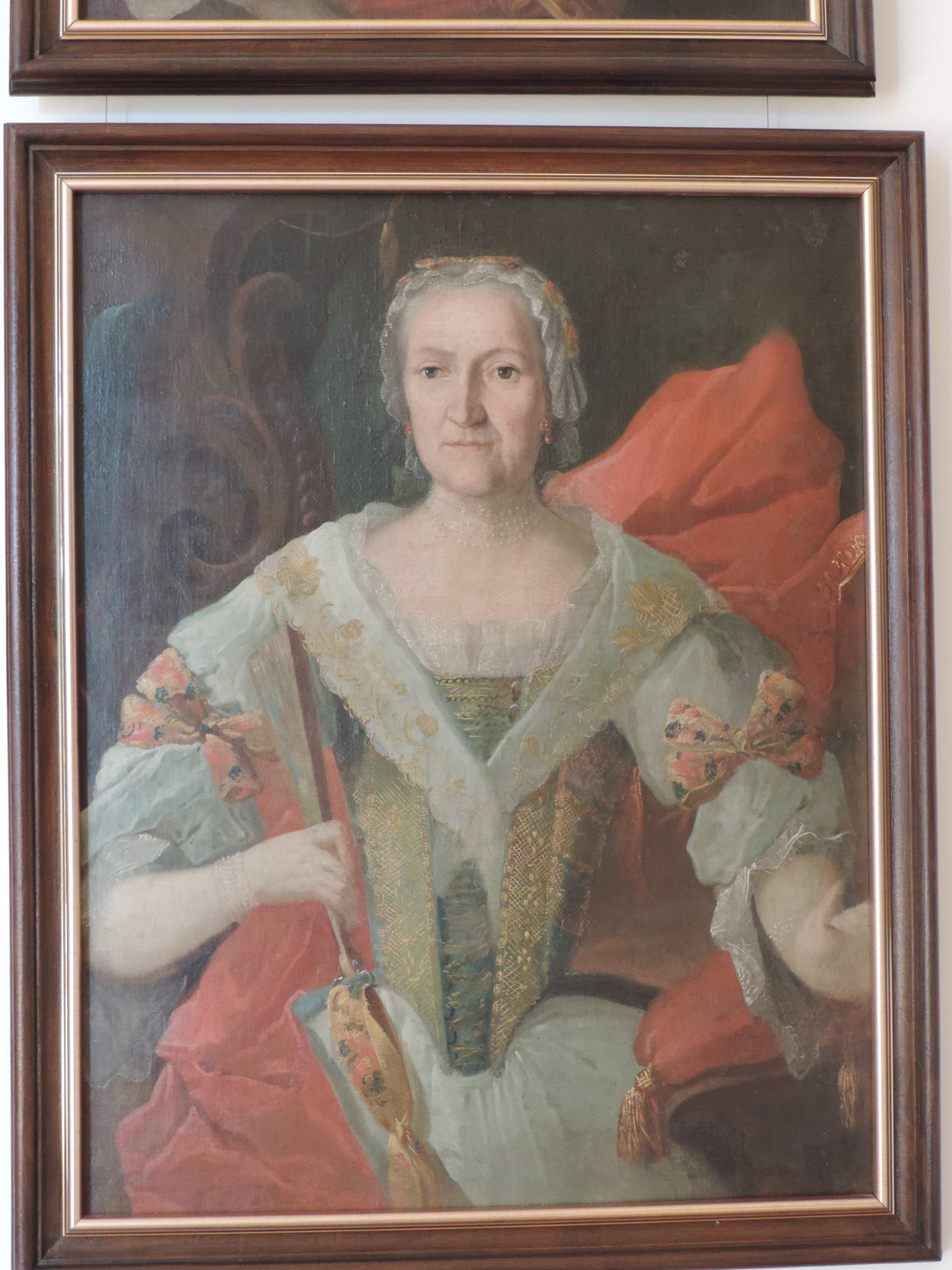
Ordódy Franciska
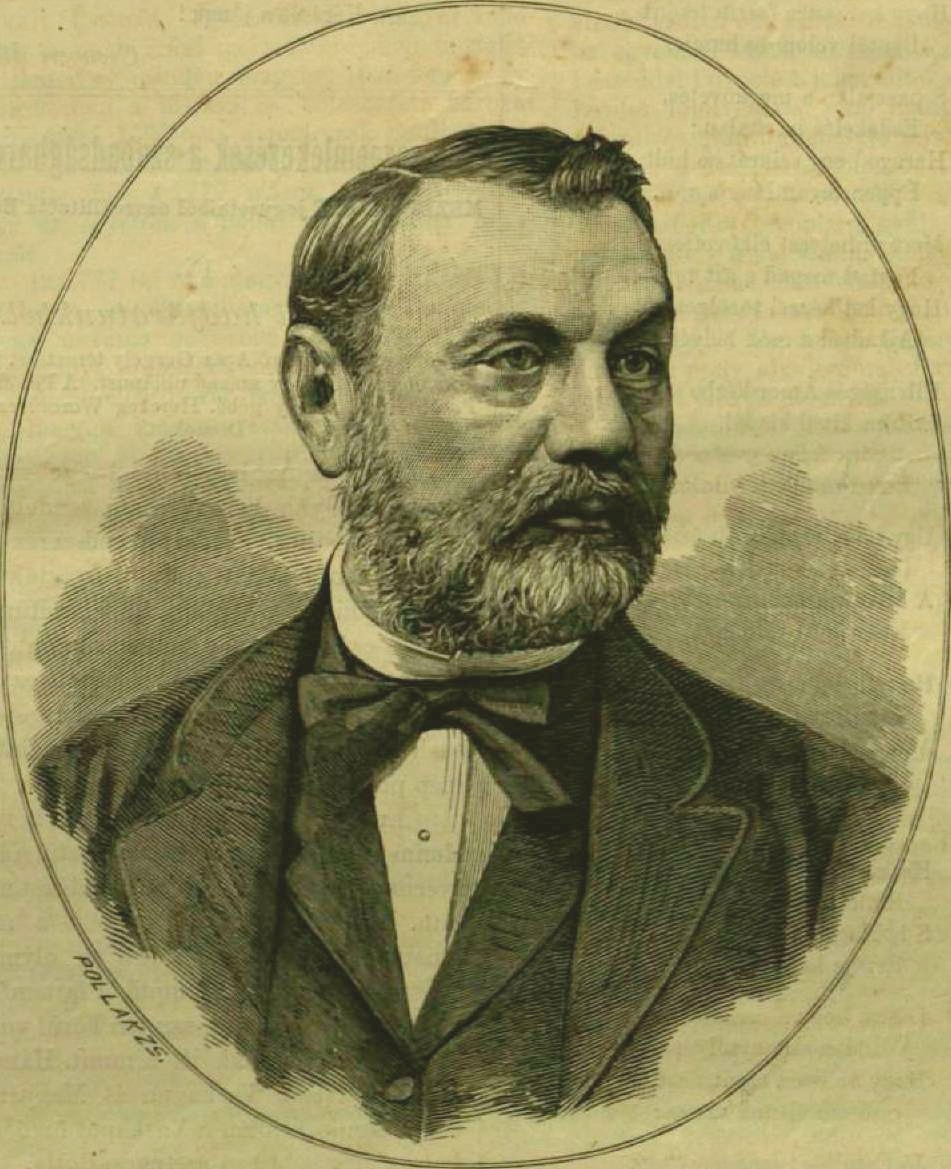
Ordódy Pál (1822-1885)
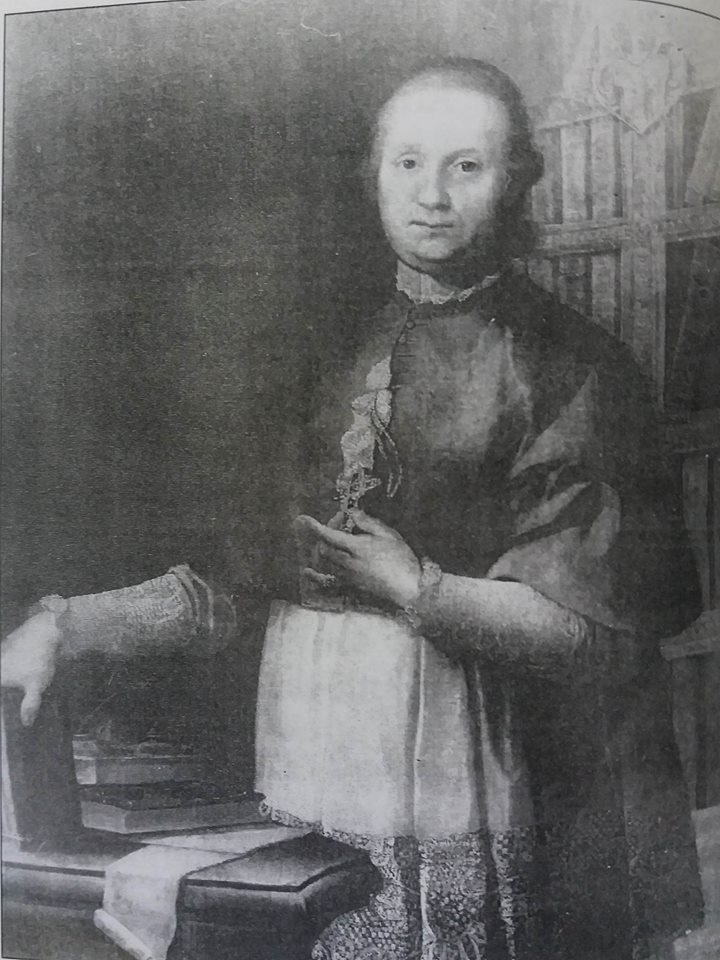
Ordódy Tamás
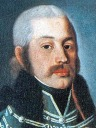
VIII. Ordódy István

- Ordódy Gáspár királyi tanácsos, személynök
- Ordódy Imre a Magyar Kamara főpénztárnoka
- Ordódy István 1647- a pozsonyi országgyűlés tagja, alnádor
- Ordódy Zsigmond (1657-1708) esztergomi kanonok, bélai apát, nagyprépost, csanádi püspök
- Ordódy Konstantia Katalin (18. század) apátnő.[5]
- Ordódy Gábor (1711-1776) esztergomi kanonok, dulmi püspök, prépost, királyi tanácsos
- Ordódy Imre 1745-1752 között a Verebélyi szék alispánja[6]
- Ordódy Antal 1771-ben a verebélyi szék szolgabírója[7]
- Ordódy Tamás 1771-1784 között nyitrai kanonok.[8]
- Ordódy Péter (18. század) Komárom vármegye alszolgabírója, majd alispánja, udvari tanácsos
- Ordódy Mihály Komárom vármegye alispánja
- Ordódy János országgyűlési követ
- Ordódy Tivadar (1801-1864) kaproncai apát, esztergomi kanonok[9]
- Ordódy Sándor (1812-1870) Bars vármegyei szolgabíró[10]
- Ordódy Kálmán (1814-1871) császári és királyi főhadnagy, honvédelmi minisztériumi osztálytanácsos
- Ordódy Pál (1822-1885) politikus, közlekedésügyi miniszter
- Ordódy Lajos (1852-1910) közgazdasági író
- Ordódy László (1889-1915) közgazdasági író, honvédhuszár
- Ordódy István (1891-1965) huszárhadnagy[11]

## Külső hivatkozások
- Ordódy sírkő
- Ordódy család[12]